# アヒージョ

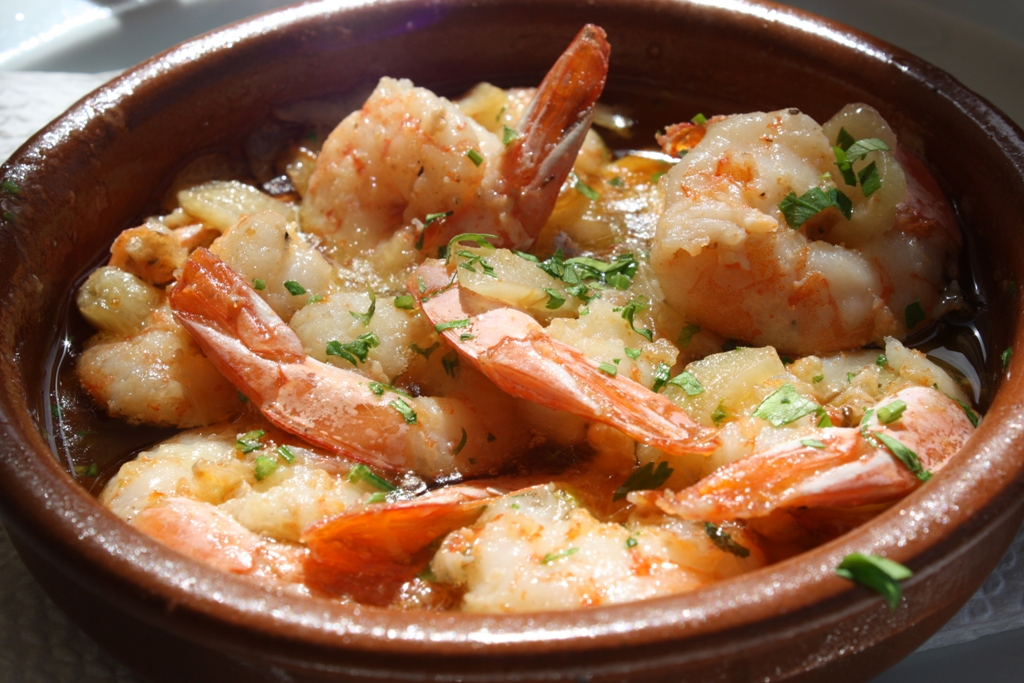
海老のアヒージョ

アヒージョ（西: ajillo）は、オリーブオイルとニンニクで食材を煮込むスペイン料理。

## 概要
マドリード以南の代表的な小皿料理（タパス）で、カスエラ（耐熱の陶器）にて熱したオリーブオイルごと提供される。また、マドリード以北でも提供しているバル（飲食店、酒場）は多い。
素材は魚介類を中心に海老、牡蠣、イワシ、タラ、エスカルゴ、マッシュルーム、チキン、野菜など多種多様で、熱が通った具材をそのまま食すのと併せ、必ずバゲットやチュロスをオリーブオイルに浸して食べる。

### 呼び名について
「アヒージョ」とはスペイン語で「小さなニンニク」を意味する言葉であるが、日本では料理自体を「アヒージョ」という。また、スペインにおいて料理名は「○○ （食材名）・アル・アヒージョ （al ajillo）」（日本語で「○○ （食材名）のアヒージョ」）という意味の呼び方をする。
ちなみに、「アヒージョ」という言い方はジェイスモの発音であり、ジェイスモではない場合は「アヒーリョ」となる。ジェイスモでも違う発音では「アヒーヨ」となる。

## 一般的な作り方
材料
- オリーブオイル
- ニンニク
- 鷹の爪
- 塩
- シェリー酒
- 素材

作り方
1. 素材の下ごしらえをする。
2. ニンニクをスライス、または微塵切りにする。
3. カスエラにオリーブオイル、ニンニク、鷹の爪、塩を入れ、火にかける。
4. ニンニクが少し色付いたら素材を入れる。
5. 海老のアヒージョにはシェリー酒を仕上げに入れる。

小ぶりのアヒージョ用鍋などを使って調理することが多いが、日本においては、家庭用たこ焼き器やたこ焼きプレート付きホットプレートを利用した卓上調理も見受けられる。

## 代表的な素材
- 海老のアヒージョ（スペイン語版）
- キノコのアヒージョ（スペイン語版）
- 鶏のアヒージョ（スペイン語版）

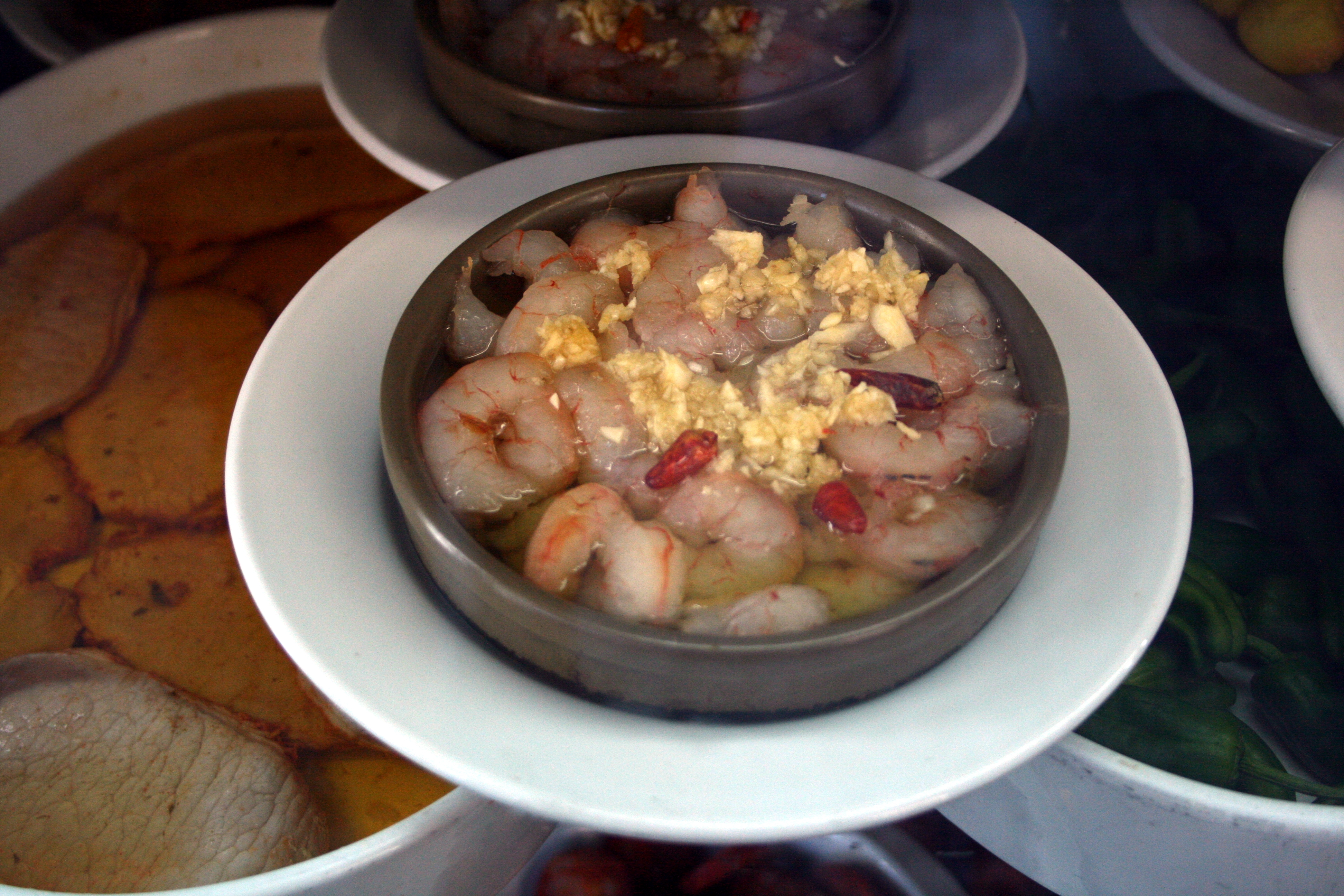
海老のアヒージョ
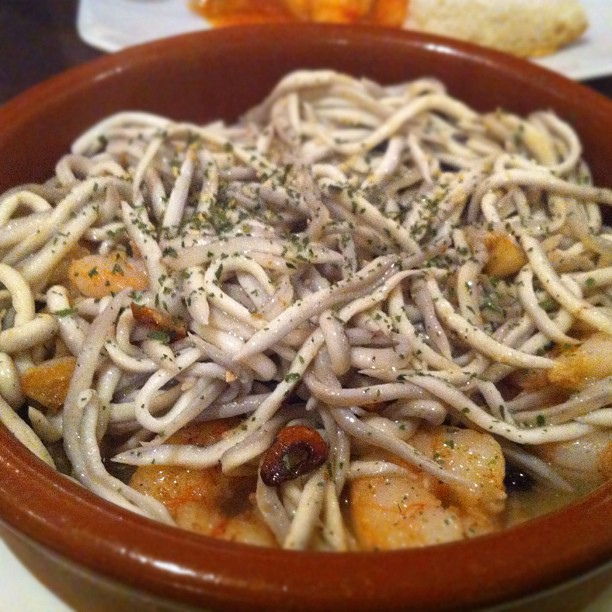
シラスウナギと海老のアヒージョ
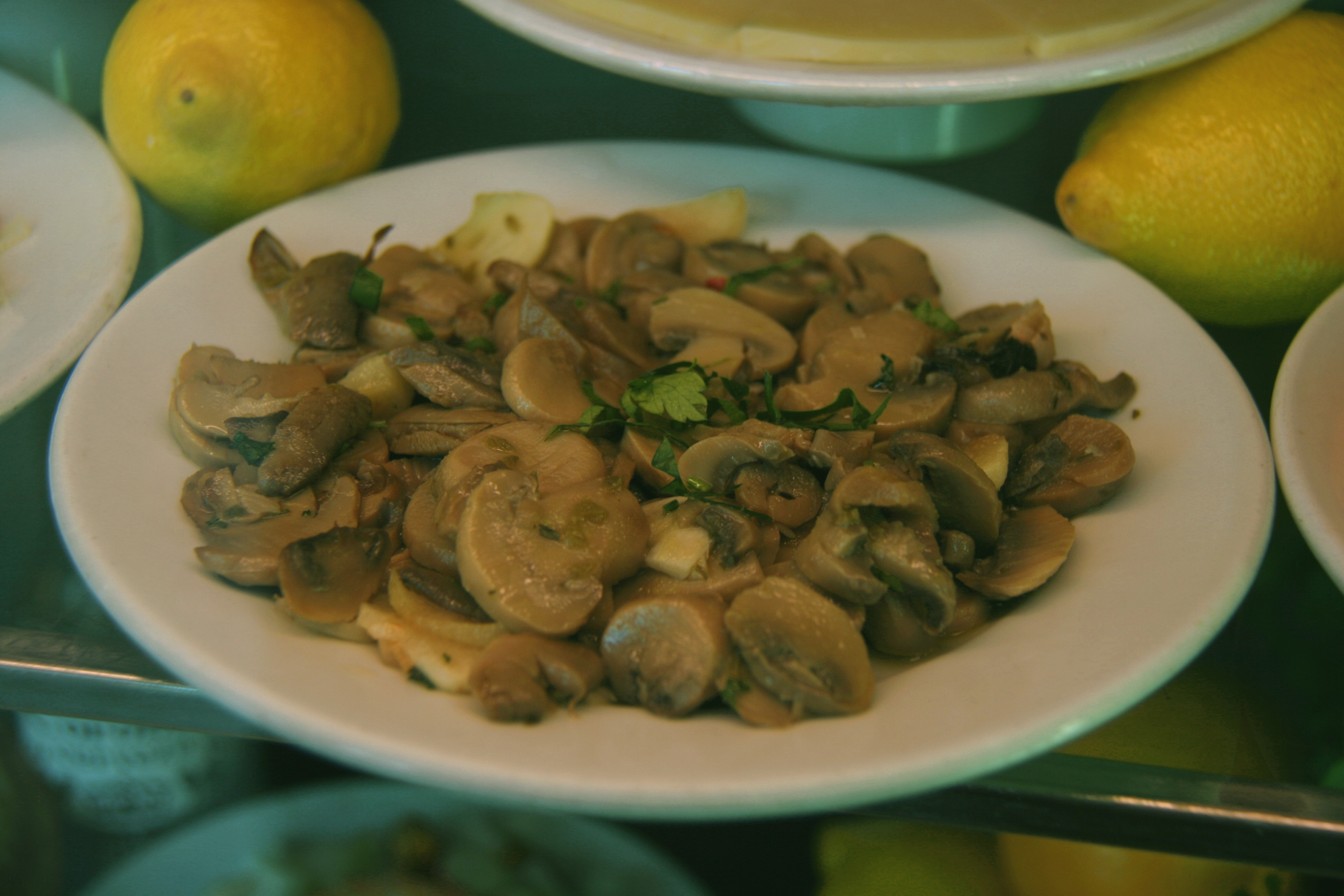
キノコのアヒージョ
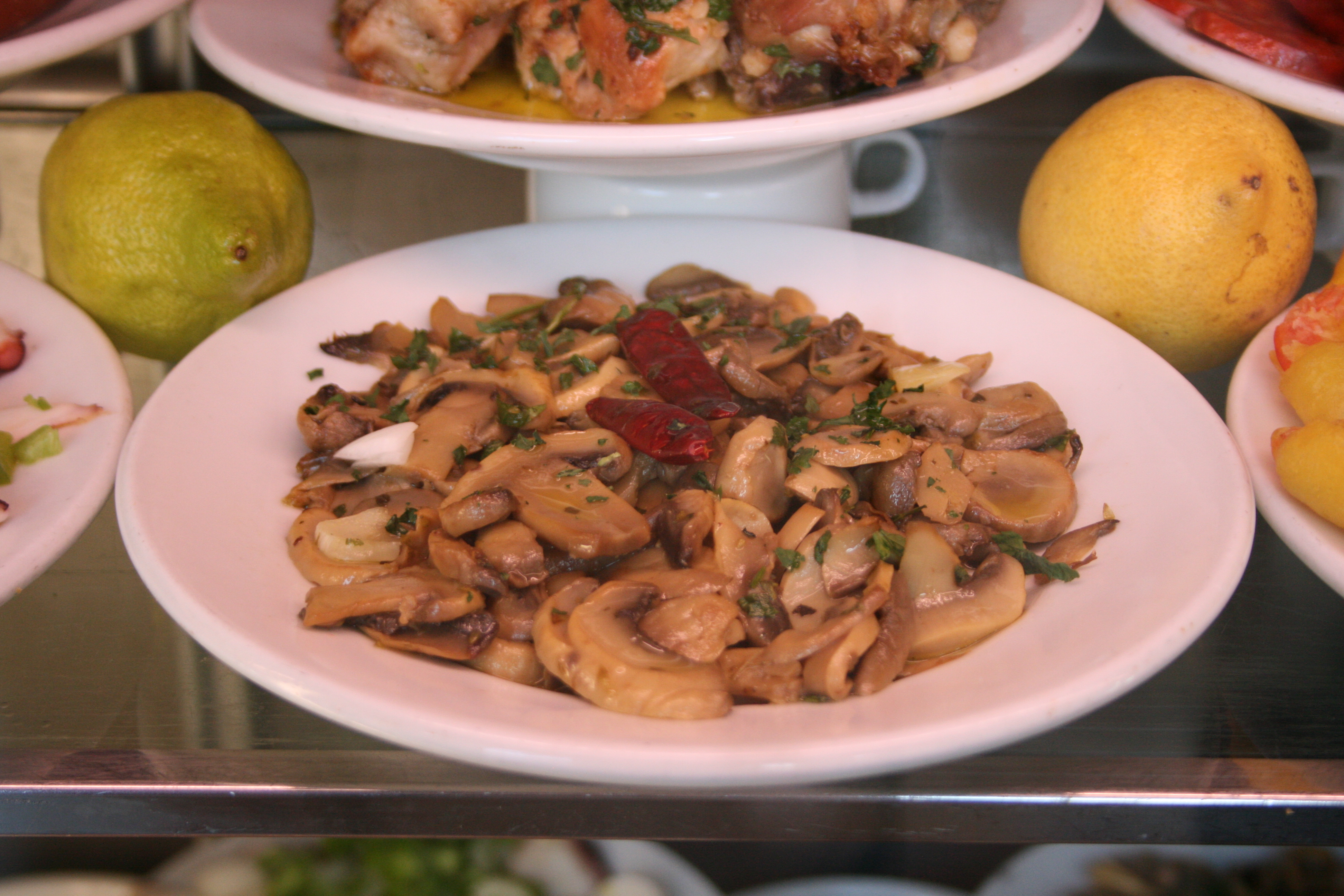
キノコのアヒージョ
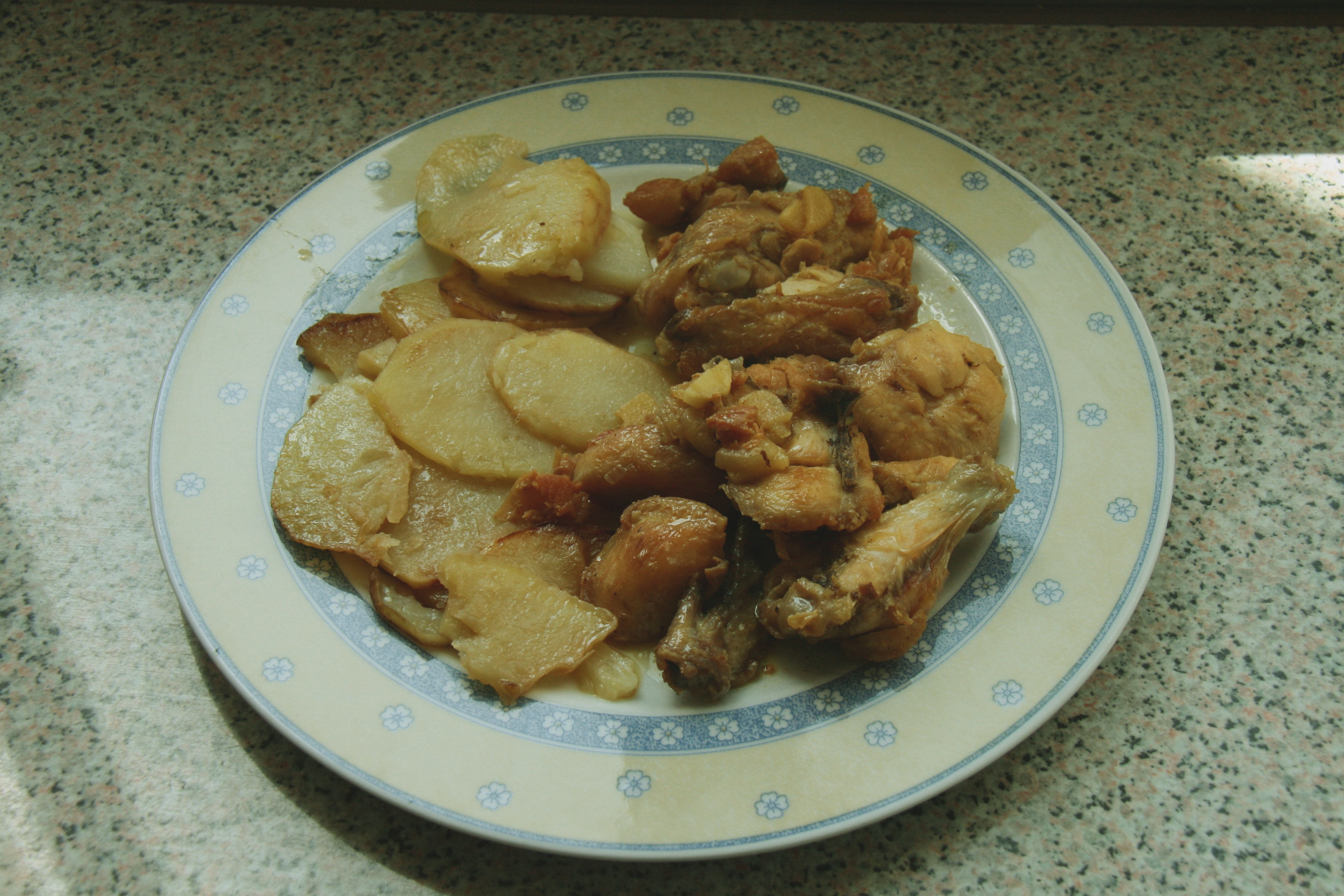
鶏のアヒージョ

## ピルピル (pil-pil)
同様の料理にバスク料理のピルピルがある。

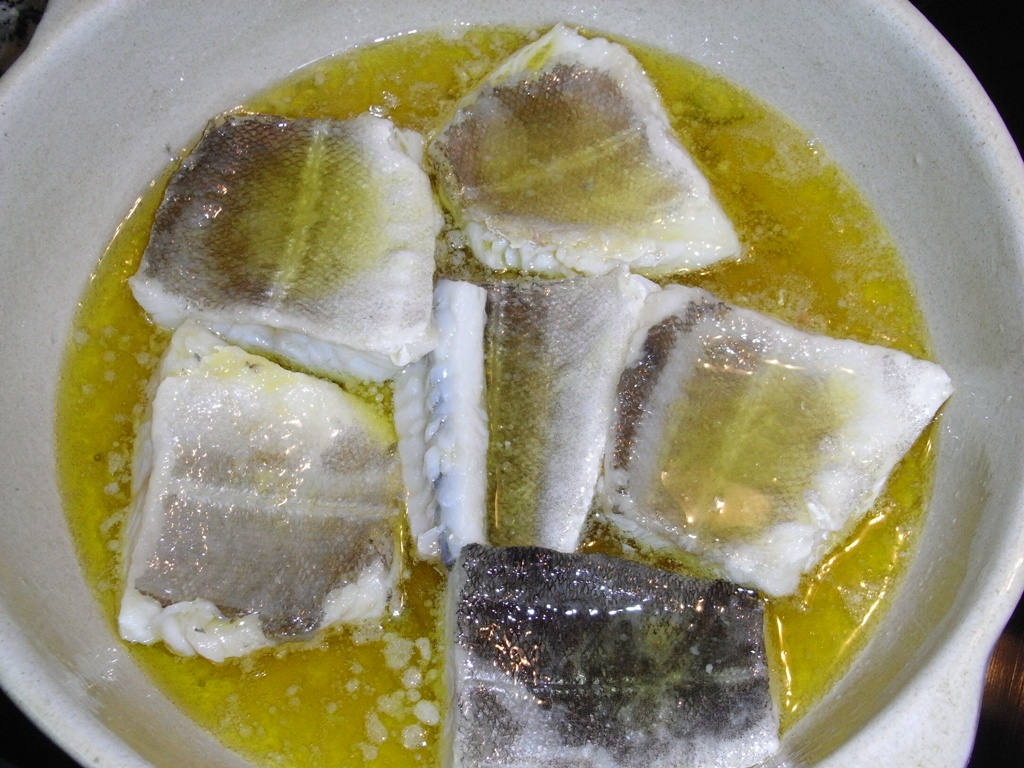
バカラオ・アル・ピル・ピル

アヒージョとの違いはドロドロになるまで弱火で煮詰め乳化させて調理する事。調理時間の差や鷹の爪が微塵切りになる、素材となる材料が魚など諸説がある。
- バカラオ・アル・ピルピル - バカラオ（タイセイヨウダラの塩漬けの干物）のオリーブオイル煮

基本材料はニンニクと鷹の爪とオリーブオイルと塩漬けの鱈を鍋に入れ、弱火で鍋を回しながら白っぽく乳化してきたら完成である。